# Ichanahalli, Piriyapatna
Ichanahalli là một làng thuộc tehsil Piriyapatna, huyện Mysore, bang Karnataka, Ấn Độ.